# Сяхоу Юань
Сяхоу Юань (спрощ.: 夏侯渊; кит. трад.: 夏侯淵; піньїнь: xiàhóu yuān; ? — 219) — китайський державний діяч, військовик періоду Саньґо. Генерал і родич Цао Цао, засновника династії Вей. Двоюрідний брат полководця Сяхоу Дуня. Брав участь в кампаніях проти Лю Бея, Сунь Цзюаня та Люй Бу. Посмертне ім'я — князь Мінь.

## Біографія
Сяхоу Юань походив із повіту Цяо країни Пей. Був двоюрідним братом Цао Цао, батько якого Цао Сун походив з роду Сяхоу.
190 року приєднався на заклик Цао Цао знищити диктатора Дун Чжо. Незабаром став генералом. В битвах завжди виривався вперед, постійно перебував у найнебезпечніших місцях. Був майстром раптових атак і маневрів що породило приказку: «генерал Сяхоу Дунь долає п'ятсот миль за три дні, а тисячу миль — за шість».
211 року брав участь у битві при перевалі Тун, в якій розбив війська Ма Чао й Хань Суя. Керував завоюванням Гуаньчжунської рівнини й підкоренням провінції Лян. Використовував тактику випаленої землі й превентивних ударів у боротьбі з частинами Хань Суя, що складалися з племен цян. Зміг виманити його на бій у відкритій місцевості й розбив дощенту. Змусив племена цян присягнути Цао Цао.
Попри сміливість і войовничість був необачливим, що викликало хвилювання Цао Цао. Через необережність потрапив у пастку противника і загинув на горі Дінцзюнь від рук полководця Лю Бея — Хуан Чжуна. У зв'язку з цим Цао Цао втратив район Ханьчжун.